# Franz Hoffmann (Architekt, 1884)

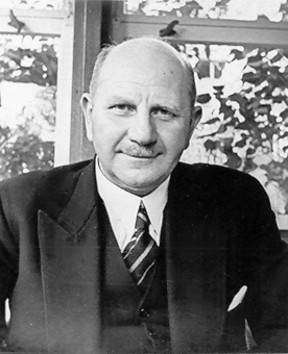
Franz Hoffmann um 1935

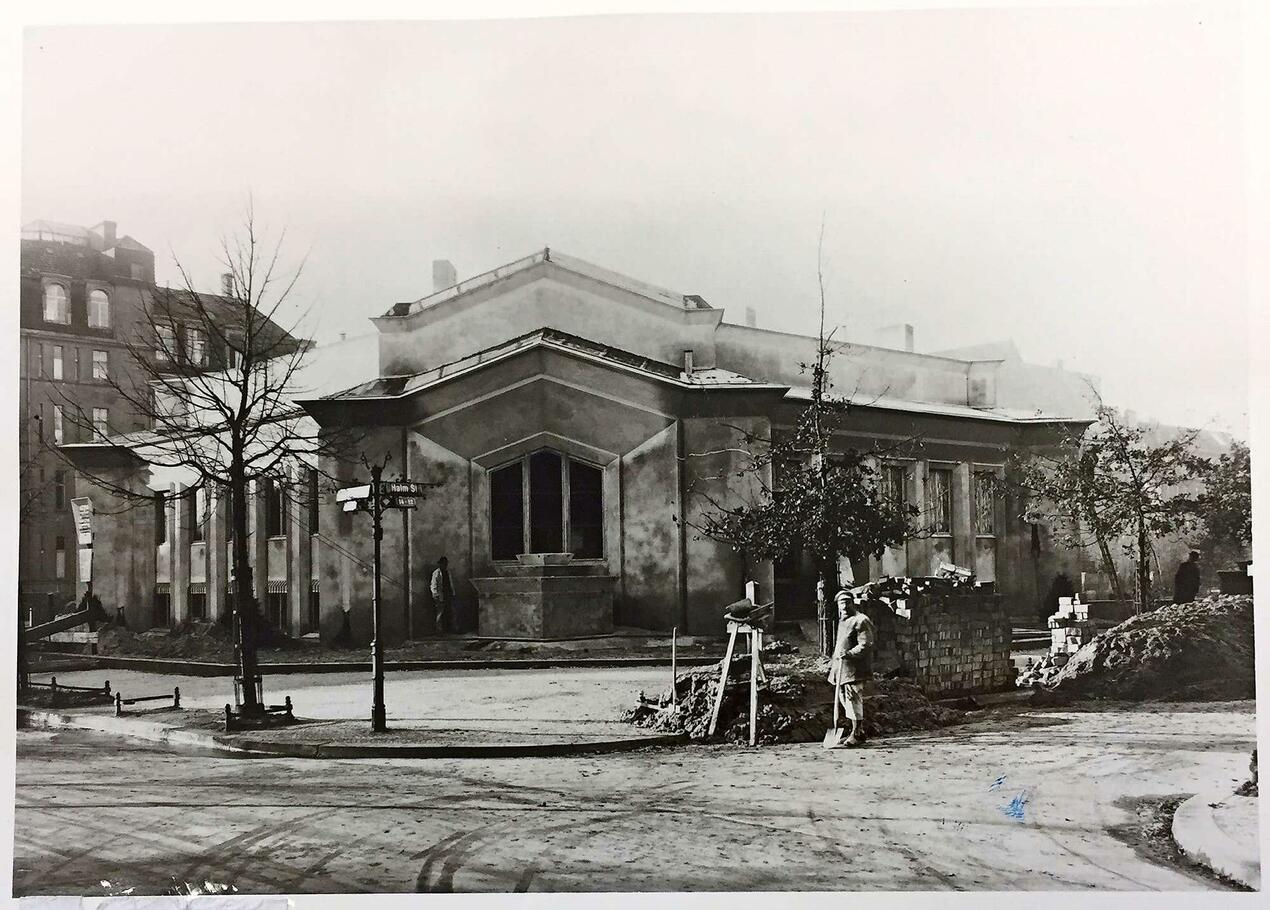
Die expressionistische Fassade des 1922 von Franz Hoffmann, Hans und Wassili Luckhardt entworfenen Haus Buchthal in Berlin-Westend bestand nur bis zum Umbau des Gebäudes zu einem weißen Kubus im Stil der Neuen Sachlichkeit durch Ernst L. Freud

Franz Hoffmann (* 13. Juni 1884 in Charlottenburg; † 15. Juli 1951 Berlin-Westend) war ein deutscher Architekt mit dem Hauptwirkungskreis im Berliner Raum. Von 1909 bzw. 1912 bis zu seinem Tod 1951 war Hoffmann Partner der Brüder Bruno und Max Taut, sein Wirken stand aber immer im Schatten der Berühmteren. Von den gemeinsam geplanten und realisierten Gebäuden sind zahlreiche erhalten, 14 sind als Baudenkmale in die Berliner Landesdenkmalliste aufgenommen worden.

## Leben

### Familie und Ausbildung
Franz Hoffmann war der Sohn des Baumeisters und Zimmerers Friedrich Hoffmann, dessen Eltern aus der Lausitz stammten. Die Mutter, Marie Rudlof, kam aus einer Ackerbürgerfamilie in Nauen. Der Vater besaß viele Häuser in Berlin-Schöneberg und war sehr wohlhabend. Franz hatte zwei ältere Schwestern – Elsbeth, die später in seinem Büro als Buchhalterin arbeitete, und Anna, die um 1910 den Sohn des Wäschereibesitzers Erwin Reibedanz heiratete.
Franz besuchte bis 1895 die Gemeindeschule, wechselte danach auf die 6. Höhere Bürgerschule, die er im Sommer 1902 erfolgreich beendete. Anschließend absolvierte er eine schulische Ausbildung bis zur mittleren Reife in Bad Sachsa. In der Berliner Baugewerkschule erwarb Hoffmann schließlich 1905 den Gesellenbrief als Zimmerer. Ein daran anschließendes Studium der Architektur an der Technischen Hochschule Charlottenburg brach er 1907 ab, vollendete dafür eine zweite Lehre als Maurer und legte eine Prüfung als Baugewerksmeister ab.

### Dienst alsEinjährig-Freiwilligerund Gründung des Büros Taut & Hoffmann
Nach dem Ende der fachlichen Grundausbildung trat Franz Hoffmann den Dienst als Einjährig-Freiwilliger bei den Ulanen in Salzwedel an. Zurückgekehrt in seine Heimatstadt Schöneberg, bekam Hoffmann im Architekturbüro von Heinz Lassen eine Anstellung. Hier arbeitete er bis Juli 1909, lernte bei der gemeinsamen Arbeit Bruno Taut kennen und sie beschlossen, ein eigenes Büro zu gründen. Bis zur Erteilung der Gewerbeerlaubnis am 9. August 1909 für die Architektengemeinschaft Taut & Hoffmann sammelten beide als selbstständige Baufachleute in enger Zusammenarbeit erste eigene Erfahrungen in Berlin und außerhalb. Als Startkapital für die neue „Baumeister-Gemeinschaft“ erhielt Franz von seiner Großmutter einen Betrag von 5.000 Mark. Sie mieteten in der Linkstraße 20 (spätere Potsdamer Straße 119) ein kleines Büro nahe am Potsdamer Platz in Berlin-Mitte.
Nach kleineren Aufgaben und zahlreichen Teilnahmen an Wettbewerben erhielten sie 1910 zwei bedeutende Aufträge: Sie gewannen die Wettbewerbe zur Errichtung von Arbeiterwohnsiedlungen in Magdeburg (Gartenstadt-Kolonie Reform) und in Falkenberg bei Grünau. Bei der Realisierung dieser Projekte erkannte Hoffmann unmissverständlich die Verantwortung von Bauherren und Architekten für künftige Wohnungsnutzer und formulierte in späteren Jahren sein Credo:

„Seit 1910 habe ich mich zusammen mit Herrn Professor Bruno Taut und späterhin auch mit Herrn Professor Max Taut sehr eingehend mit der Errichtung von Arbeiterwohnungen beschäftigt. […] Dieser soziale Wohnungsbau heißt für die wirtschaftlich schwache Bevölkerung unter Verzicht auf jeglichen Gewinn bei strenger Mietskalkulation, auf Grundlage der Selbstkostenberechnung zu bauen. […] Es wird dafür gesorgt, dass die Wohnungen gute Grundrisse erhalten und solide ausgeführt werden. Schlechte Wohnungen und schlechtes Bauen ohne Qualität verderben nicht nur den Charakter, sondern sind aus rein volkswirtschaftlichen Überlegungen äusserst bedenklich und hemmen die gesunde Entwicklung des Volksganzen.“

Der nun etablierten Bürogemeinschaft Taut & Hoffmann schloss sich 1912 (nach anderer Quelle 1913) Max Taut, der jüngere Bruder von Bruno Taut an. Wohl aufgrund der Erfahrungen beim Arbeiterwohnungsbau und der dabei zahlreich geführten Gespräche mit den zukünftigen Bewohnern wurde Franz Hoffmann 1912 Mitglied der SPD. Das zu der Zeit vertretene sozialistische Gedankengut dieser Partei kam seinen Vorstellungen einer besseren Gesellschaft am nächsten.
Die großen und über die Medien bekannt gewordenen Wohnanlagen führten zu zahlreichen weiteren Bauprojekten durch Privatpersonen, Bauvereine und kommunale Einrichtungen in Charlottenburg und den späteren benachbarten Berliner Bezirken. Bis zum Beginn des Ersten Weltkriegs konnte Franz Hoffmann nun immer mehr talentierte Bauingenieure einstellen. Dabei zogen er und seine Partner Absolventen von Baugewerkschulen Akademikern vor.

### Vom Ersten Weltkrieg bis zum Ende der Weimarer Republik
1914 gab es eine Unterbrechung von Hoffmanns beruflichem Werdegang, er musste am 14. Oktober seinen Wehrdienst antreten. Als Kavallerist wurde er an der deutschen Ostfront eingesetzt. Von dem Einsatz kehrte er nach Kriegsende am 1. Februar 1919 zurück. Seine Büropartner hatten inzwischen weiter gearbeitet und ihr guter Ruf trug ihnen immer neue Aufträge ein. So konnte Franz Hoffmann mit ihnen gemeinsam nun wieder als Architekt tätig werden.
Am 5. Juni 1924 heiratete Hoffmann die Sängerin Charlotte („Lotte“) Hennig, sie zogen gemeinsam die Tochter Sigrid („Isi“; verheiratete Fischer-Sperling) auf. Durch die Heirat erhielt Hoffmann Kontakt mit der Quäkerorganisation, trat aus der evangelischen Kirche aus und wurde Mitglied bei den Quäkern. Er blieb dieser Hilfsorganisation ein Leben lang verbunden. 1932 hatte er sich beispielsweise bei der Umsetzung des Verwaltungsgebäudes – dem sogenannten Quäkerhaus – verdient gemacht. Auf dem speziellen Friedhof für die verstorbenen Mitglieder dieser Organisation in Bad Pyrmont wurde nach seinem Tod auch eine Gedenktafel für Franz Hoffmann angebracht. In der Siedlung Eichkamp, an deren Realisierung Taut & Hoffmann in dieser Zeit stark beteiligt waren, baute Franz Hoffmann auch für seine Familie ein Wohnhaus (Zikadenweg 70). Das Innere seiner Hälfte ließ er mit den damals modernsten Materialien und mit sinnvoll durchdachten Annehmlichkeiten ausstatten, wie beispielsweise Einbauschränke, eine verglaste Veranda, einem beidseitig benutzbaren Wandschrank anstelle einer Trennmauer zwischen Küche und Wohnzimmer oder einem Korkfußboden. Radiosender waren noch nicht so weit verbreitet, weshalb damals auch bei den Hoffmanns häufig zu Hause gemeinsam musiziert wurde.
Franz Hoffmann war nach Einschätzung seiner Ehefrau „Akquisiteur, Geschäftsführer und vor allem Vertrauter für die Gebrüder Taut; sicherlich weniger schöpferisch, gewiß aber Anreger, Kritiker und stets zur Beurteilung hinzugezogen.“ Die Tochter, einige Jahre eng mit dem Schaffen von Franz Hoffmann verbunden, gab 1995 folgende Einschätzung ab: „Mein Vater war kein kreativer Künstler. Er war als Mensch ein Analytiker, der durch seine angeborene Intuition absolut sicher künstlerische und auch funktionale Leistungen erkennen konnte. […] Außerdem hatte er eine sehr warmherzige Art, allen, die ihm begegneten, gegenüberzutreten. Diese Eigenschaften schien Bruno Taut an ihm zu schätzen, als er sich 1909 mit ihm zu einer ‚Architektengemeinschaft’ zusammentat. Es war zweifellos nicht das Geld, das mein Vater geerbt hatte, was Bruno zu dieser Fusion veranlasste. Das würde zu Bruno nicht passen. Damals hätte dieser begabte junge Architekt, Bruno Taut, auch andere Partner gefunden. Warum hätte er sonst auch die Partnerschaft nach dem Ersten Weltkrieg weiterführen sollen, als er sich langsam zu großen auch finanziellen Erfolgen, hocharbeitete. […] Vor allem war mein Vater immer die letzte Korrekturinstanz für Grundrisse, Grundrisse waren seine Stärke.“

### Von 1930 bis zum Ende des Zweiten Weltkriegs
In einer Veröffentlichung des 8-Uhr-Abendblattes in den 1930er Jahren wurde unter der Überschrift „Berlin wird doch noch die häßlichste Stadt der Welt“ eine sehr abwertende Kritik an den speziellen Arbeiterwohnbauten von Hoffmann und Taut geäußert: „Berlins Tradition ist keine künstlerische, sondern es ist die Tradition der Arbeit. […] Wollen wir uns nicht lieber auf Schinkel berufen, der gesagt hat 'Architektur ist nichts, wenn sie nicht neu ist', als auf Hoffmann, der sagt 'Architektur ist nichts, wenn sie nicht alt ist'.“ Die Architekten hatten mittlerweile vor allem in Charlottenburg, das inzwischen nach Berlin eingemeindet worden war, sehr viele Miethäuser umgebaut, die sich an ihren Vorstellungen eines gesünderen Wohnens orientierten.
Unabhängig von der Planungs- und Bautätigkeit des Architekten-Trios entwickelte Franz Hoffmann zusammen mit dem Bauunternehmer Georg Schuster den neuen Baustoff Korkzement und das entsprechende Herstellungsverfahren. Sie meldeten es 1936 als „Baustoff, enthaltend Kork und Zement und Verfahren zu dessen Herstellung“ zum Patent an. Das Patent wurde 1939 erteilt und erhielt die Klassifizierung DRP 675 177 (Klasse 80 b, Gruppe 2104). 1937 reichten beide ein auf dem neuen Baustoff basierendes Bauteil als Gebrauchsmusterpatent ein: „Kombinierte Bauplatten“, das ihnen ebenfalls erteilt wurde (DRGM 1378 987). Die Patente wurden in Deutschland, Großbritannien, Frankreich, Italien, Belgien, Luxemburg, Portugal sowie Marokko, Kanada, Ägypten und Palästina angemeldet und wohl auch wirtschaftlich verwertet (darüber geben die Dokumente keine klare Auskunft).
Die von der Architektensozietät genutzten Geschäftsräume in der Potsdamer Straße wurden 1932 aufgegeben, weil von den ursprünglich bis zu 37 Mitarbeitern (1929, zum zwanzigsten Jubiläum) nach und nach etliche entlassen werden mussten. Die Weltwirtschaftskrise führte zum Rückgang an Aufträgen, aber auch zu schweren finanziellen Problemen, weil bereits fertige Bauten nicht mehr bezahlt wurden. Man zog in Räume eines zuvor von ihnen errichteten Bürohauses in der Bayreuther Straße 27–28. Doch bereits kurze Zeit später, in der Zeit des Nationalsozialismus, mussten weitere Mitarbeiter aufhören, da die Architekten es ablehnten, für die neuen Machthaber zu bauen. Es gab jetzt nur noch Aufträge von Privatleuten oder von Gewerkschaftsorganisationen. Bruno Taut arbeitete 1932–1933 in der Sowjetunion und emigrierte danach über Japan in die Türkei, weil es Schwierigkeiten bei dem geforderten „Ariernachweis“ gab. Privat wirkte sich die schlechte Auftragslage ebenfalls aus. Familie Hoffmann vermietete einzelne Räume ihres Wohnhauses und musste der Haushälterin kündigen.
Franz Hoffmann und seine Ehefrau waren aktive Mitglieder bei den Quäkern, wie schon oben ausgeführt. Das Berliner Quäkerbüro unterhielt ab 1933 eine Beratungsstelle für Juden und andere Verfolgte des Naziregimes in der damaligen Prinz-Louis-Ferdinand-Straße (heute Planckstraße), in dem Frau Hoffmann arbeitete. Diese humanitäre Hilfe wurde auch noch während des Krieges fortgesetzt. Zusätzlich beschloss die Gruppe, Schulbücher in deutscher, englischer oder russischer Sprache zu sammeln und diese nach Durchsicht in Kriegsgefangenenlager zu senden, weil sie erfahren hatten, dass deutsche Kriegsgefangene durch britische und US-amerikanische Quäker betreut wurden. Die Büchersammlung führte Franz Hoffmann mit Erlaubnis des Sicherheitsdienstes der SS in den Bildungseinrichtungen durch. Zu seiner Legitimation erhielt er ein Genehmigungsschreiben mit dem amtlichen (Hakenkreuz-)Siegel, das er ständig bei sich trug.
Das Bürogebäude wurde am 23. November 1943 durch eine Brandbombe so stark zerstört, dass hier nicht mehr gearbeitet werden konnte. Ein im Oktober 1944 durch Hoffmann gestellter Antrag zur „finanziellen Entschädigung nach der Kriegssachschäden-Verordnung von 1940“ mit entsprechender Aufstellung weist einen Verlust von rund 70.000 Reichsmark auf. Was, wann und in welcher Höhe gezahlt wurde, ist nicht zu erfahren. Hoffmann hatte für sich und seine wenigen Mitarbeiter eine neue Aufgabe gefunden, die ihnen auch den Kriegseinsatz ersparte: Die Stadt Berlin verteilte einzelne Wohnviertel an Architekturbüros zur baulichen Betreuung der Reparaturen nach Fliegerangriffen, es entstanden „Fliegerschadenbeseitigungsbüros“ (FSBB). Hoffmann erhielt für sein Büro vom Bezirksamt Charlottenburg das Kerngebiet zwischen Wittenbergplatz, Olivaer Platz und Steinplatz mit der Kaiser-Wilhelm-Gedächtniskirche im Zentrum. Mit zwei früheren Mitarbeitern (M. Schultz und Bauleiter Erich Voß) bezogen sie 1942 Gewerberäume in einem früheren Konfektionsgeschäft am Kurfürstendamm. (Das Wohnhaus von Max Taut wurde durch eine Bombe ebenfalls zerstört, sodass er um 1943 nach Chorin umzog, von wo er nicht nach Berlin zur Arbeit gelangte.) Das FSBB stand nun unter Leitung von Hoffmann, der gemeldete Kriegsschäden zu begutachten, Reparaturen zu veranlassen und dazu dienstverpflichtete Handwerker zu koordinieren hatte.

### Neuanfang mit Problemen

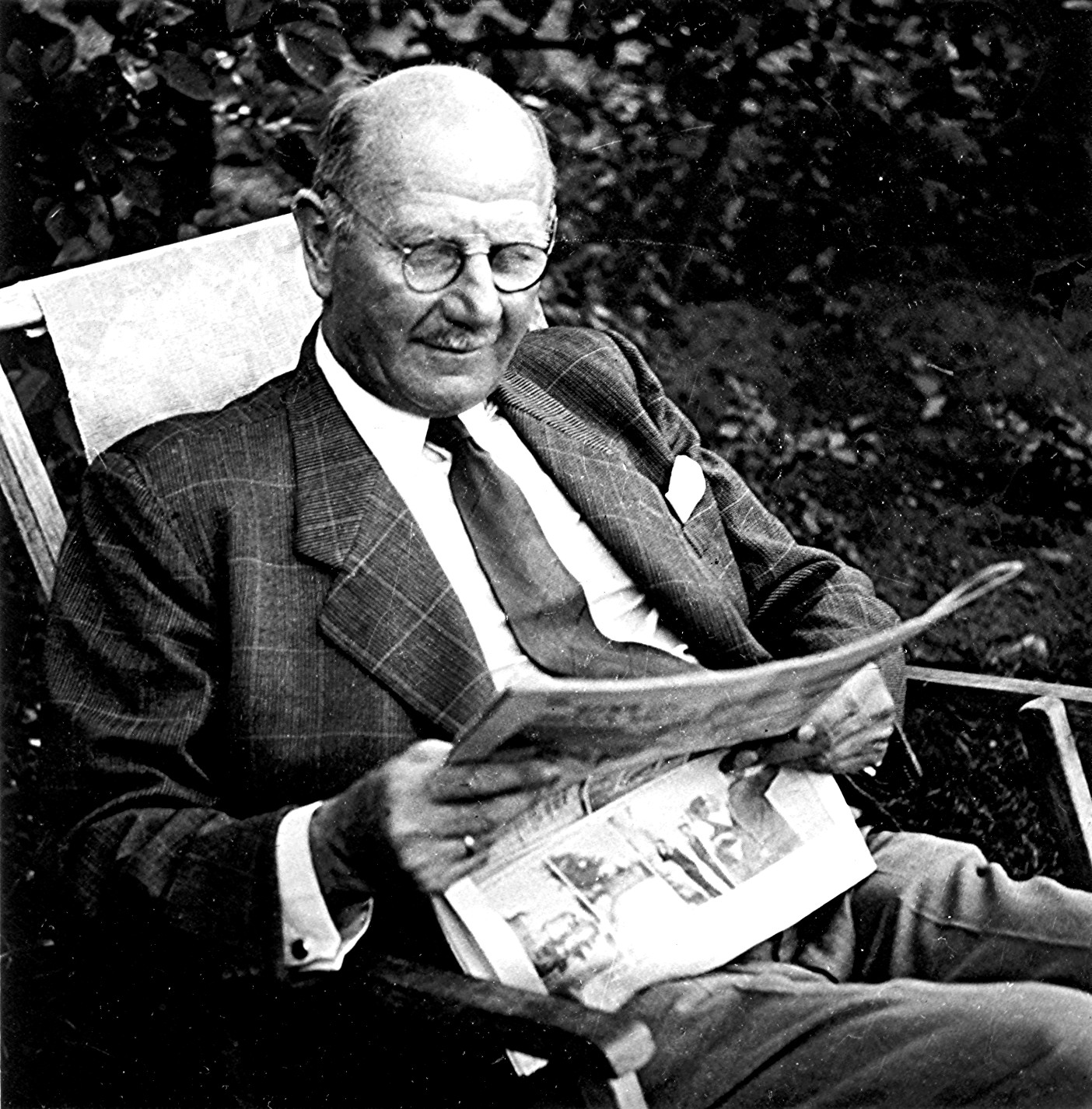
Franz Hoffmann im Garten seines Berliner Hauses 1950

Als die Rote Armee Berlin erreichte und Ende April 1945 in Eichkamp eine sowjetische Kommandantur eingerichtet wurde, geriet Franz Hoffmann in eine Kontrolle. Man fand bei ihm das Schreiben des Sicherheitsdienstes bezüglich der Büchersammlung mit dem Abdruck eines Hakenkreuzes und des SS-Zeichens. Weil keiner der Soldaten oder Offiziere hier des Deutschen mächtig war, hielten sie Hoffmann für einen Anhänger der Nationalsozialisten und nahmen ihn gefangen. Er wurde in ein Sammelzentrum im Bereich Grunewald gebracht und erlitt dort vermutlich schwerste Misshandlungen. Erst nach einer Woche konnte ein Dolmetscher den Irrtum aufklären und Franz Hoffmann kam wieder frei. Er hatte sich so verändert, dass ihn anfangs nicht einmal seine Ehefrau erkannte. Über Details dieser Zeit hat er niemandem je berichtet.
Das Architekturbüro existierte zwischen Juli 1945 und August 1946 offiziell nicht,  Max Taut und Franz Hoffmann beantragten eine neue Gewerbeerlaubnis als Architekturbüro Taut & Hoffmann (Bruno Taut war bereits 1938 in der Türkei verstorben), die ihnen am 8. Mai 1946 vom Bezirksamt Charlottenburg erteilt wurde. Vor allem Franz Hoffmann führte nun eine umfangreiche Korrespondenz mit früheren Kunden, auch mit hochrangigen Personen in anderen (Bundes)-Ländern wie Nordrhein-Westfalen, um an neue Aufträge zu gelangen. Daneben arbeiteten sie vor allem aufgrund der enormen Kriegszerstörungen an Reparaturen beschädigter Häuser. Neue Projektaufträge konnten aber nicht hereingeholt werden, weil dafür sowohl Materialien als auch die Gelder fehlten. Veröffentlichungen über ihre realisierten Bauten und Fachvorträge – beispielsweise 1950 „Über soziales Bauen und über Arbeitersiedlungen in der Vergangenheit und Zukunft“ von Franz Hoffmann – brachten einige Einnahmen. Als sich Max Taut um 1950 zunehmend um eigene Bauaufträge bemühte, zerbrach die langjährige Gemeinschaft.
Franz Hoffmann war Mitglied im Bund Deutscher Architekten.

## Übersicht der Bauten, an denen Franz Hoffmann maßgeblich beteiligt war

### 1909 bis 1914

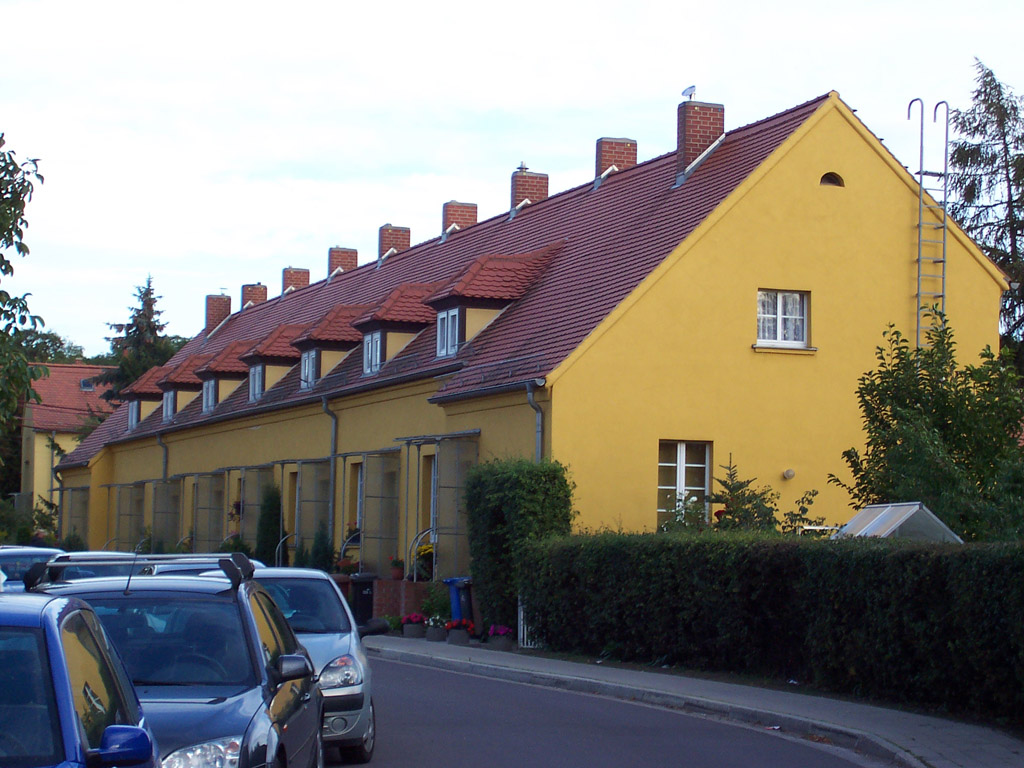
Reihenwohnhaus in der Reformkolonie Gartenstadt bei Magdeburg

- Dezember 1909: Wettbewerbsteilnahme für einen (dritten) Erweiterungsbau des Warenhauses Wertheim in der Leipziger Straße. Der Entwurf von T & H wurde angekauft.[17]
- 1909–1910: Miethausgruppe in Rixdorf, Kottbusser Damm 90 / Spremberger Straße 11 / Bürknerstraße 12–14, mit Wohnungen und Läden im Erdgeschoss.[18]
- 1910–1911: Arbeiterwohnsiedlungen in Magdeburg („Gartenstadt-Kolonie Reform“) und bei Grünau als Gartenstadt Falkenberg.
- 1910: Ausstellungspavillon für die II. Deutsche Ton-, Zement- und Kalkindustrie-Ausstellung in Berlin im Auftrag der Trägerverkaufskontor GmbH; mit Bruno Taut[19]
- 1910–1911: Wohnhaus Adolf-Martens-Straße 14 in Lichterfelde für Erwin Reibedanz; mit Bruno Taut und dem Bildhauer Wilhelm Repsold[20][18]
- 1910–1911: Mietshauskomplex Nonnendammallee 97 / Wattstraße 5 / Grammestraße 11; Siemensstadt im heutigen Bezirk Spandau; mit Bruno Taut[21]
- 1910–1911: Wohnhauskomplex Kottbusser Damm 2–3, Berlin-Kreuzberg; Hoffmann, Bruno Taut und Arthur Vogdt führten hier einen privat finanzierten Miethausbau aus, der im Zweiten Weltkrieg schwer beschädigt wurde. Nach vielen Jahren Leerstand erfolgte 1978 eine Rekonstruktion nach Plänen von Inken und Hinrich Baller.[18][22]
- 1911–1912: Umbau eines Wohnhauses aus dem Jahr 1880 zu einem Büro- und Geschäftshaus im Auftrag des Bauunternehmers Arthur Vogdt, nach Kriegsschäden 1946 abgetragen[18]
- 1911–1912: Dampfwaschwerke Reibedanz Co. in Tempelhof, Teilestraße 23; mit Max Taut[23]
Flachbau mit Blickfang-Wandrelief aus gelben Klinkern mit dunkelgrauen Einlagen im frühexpressionistischen Stil. Nach 1945 erhalten gebliebene Reste werden von einer Autoreparaturwerkstatt genutzt.
- 1911–1912: Wohnhaus mit Ladenlokalen im Erdgeschoss, Seiten- und Querflügel in Charlottenburg, Bismarckstraße 116 / Hardenbergstraße 1, 1944 zerstört und nach Kriegsende enttrümmert[18]
- 1911–1914: Renovierung der evangelischen Kirche zu Nieden in der Uckermark[24][25]

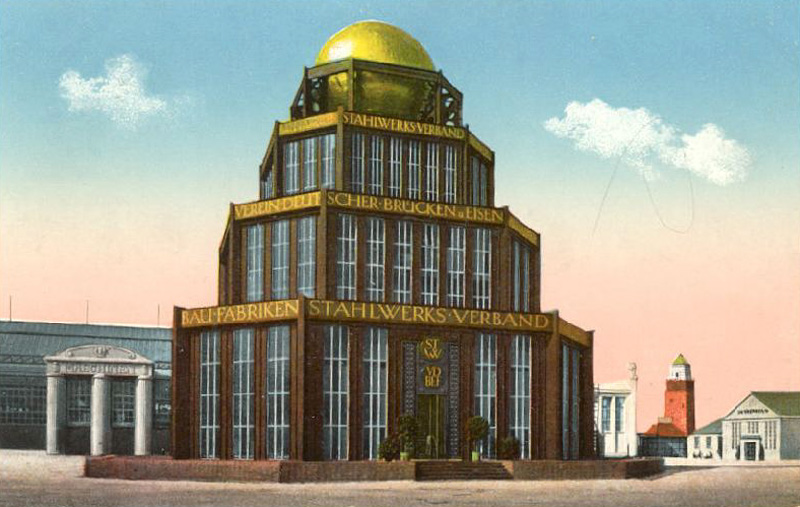
Pavillon Monument des Eisens, 1913

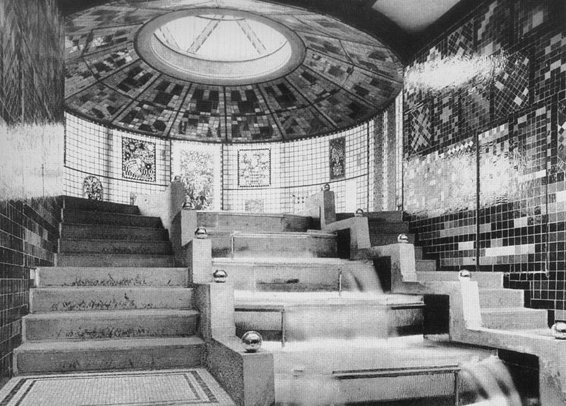
Blick in das Innere des Glaspavillons von 1914

- 1911–1913: Pavillon „Monument des Eisens“ für die Internationale Baufachausstellung in Leipzig 1913.[26] Die Ausstellungshalle auf dem alten Leipziger Messegelände ist nicht erhalten.
- Um 1912: Geschäftshaus für Heinrich Mittag in Magdeburg[24]
- 1912–1913: Erweiterungsbau für das 1906 eröffnete Kaufhaus Jandorf, Wilmersdorfer Straße / Pestalozzistraße in Charlottenburg
- 1912–1913: Mietshaus mit großen Zehn-Zimmer-Wohnungen in Charlottenburg, Schillerstraße 1, mit Bruno Taut und dem Bildhauer Georg Kolbe, im Krieg zerstört[18]
- 1912–1913: viergeschossiges Wohnhaus mit repräsentativen 14-Zimmer-Wohnungen mit Seitenflügel und Querhaus um zwei Innenhöfe für die Tiergarten-Haus- und Grundstücksgesellschaft mbH, im Krieg zerstört und danach abgeräumt[18]
- um 1913: Beamten-Erholungsheim in Bad Harzburg für Mitarbeiter der Siemens-Schuckertwerke („Ettershaus“) im Auftrag der Hertha-von-Siemens-Stiftung[24][27]
- 1913/1914: Pavillon aus Stahl und Glas („Das Glashaus“) durch Hoffmann und Bruno Taut für die Kölner Werkbundausstellung 1914[24]

### 1919 bis 1932
- 1918–1929: Siedlung Eichkamp im heutigen Bezirk Charlottenburg-Wilmersdorf, von Max und Bruno Taut, Martin Wagner, Franz Hoffmann und anderen Architekten.[28][29]
- 1922–1923: Verwaltungsgebäude des Allgemeinen Deutschen Gewerkschaftsbundes (ADGB) in Berlin-Mitte, Wallstraße / Inselstraße / Märkisches Ufer, mit Max Taut[30][31]
- 1922–1923: Wohnhaus Lindenallee 22 in Berlin-Westend, mit Hans und Wassili Luckhardt[32]
- 1924–1926: Verbandshaus der Deutschen Buchdrucker in der Dudenstraße 10, Berlin-Kreuzberg, mit Max Taut und Karl Bernhard[33][34] Erhalten, neue Nutzer[35]

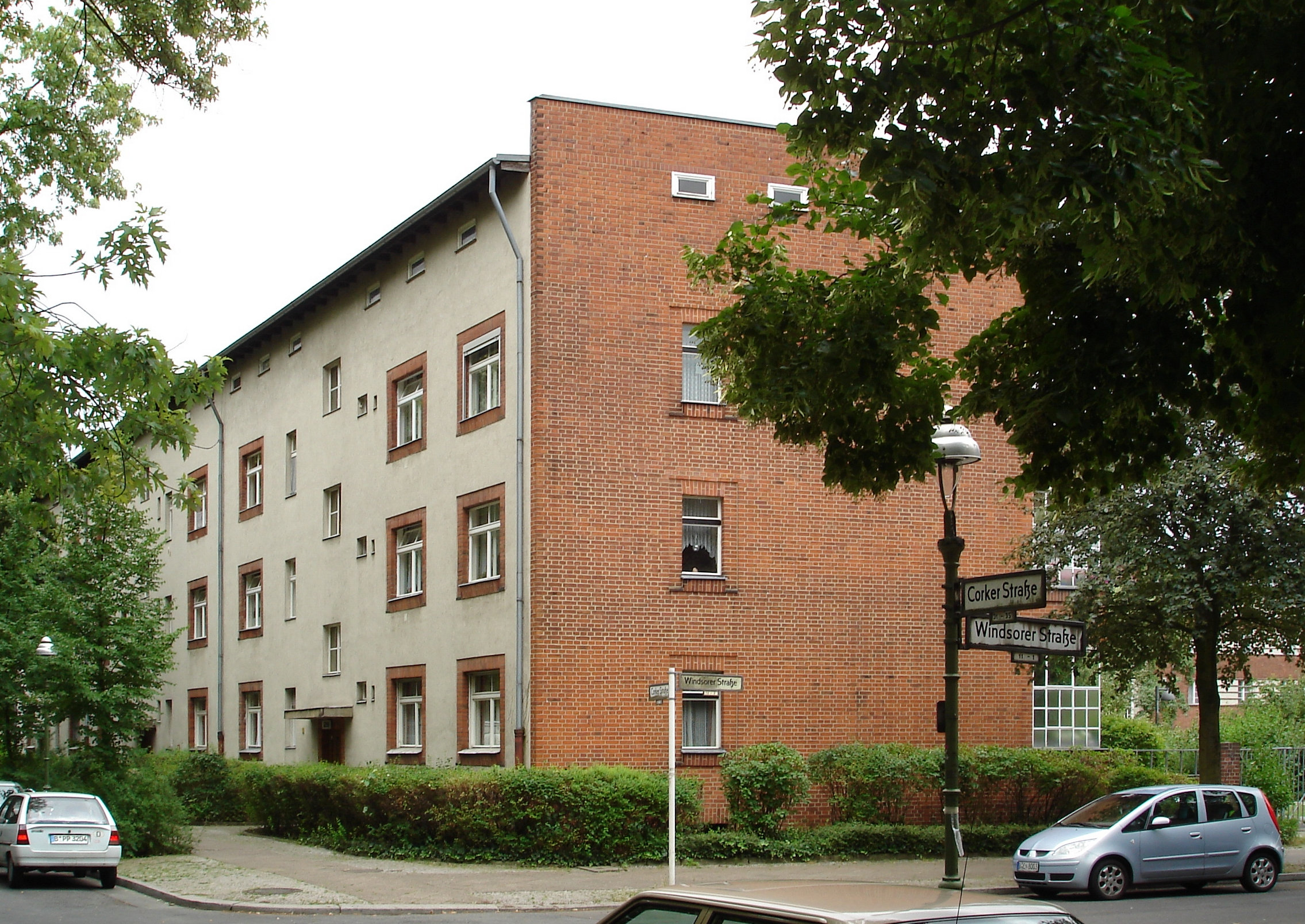
Zwischen 1924 und 1930 errichtete Wohnbauten Corker Str. 27–29

- 1924–1930: Siedlung Schillerpark in Berlin-Wedding, Bristolstraße 1–27, Barfusstraße 23–31, Corker Straße 3–35, Dubliner Straße 62–66, Holländerstraße 80–84, Windsorer Straße 3–11; mit Bruno Taut im Auftrag der Berliner Bau- und Wohnungsgenossenschaft von 1892 e.G. (BBWG)[36]
- 1926: Pavillons für den Allgemeinen Deutschen Gewerkschaftsbund (ADGB) anlässlich der „Großen Ausstellung für Gesundheit, soziale Fürsorge und Leibesübungen Düsseldorf 1926 – GeSoLei“.[37]
- 1926–1931: Reihenhausbauten Buschallee und Trierer Straße in Berlin-Weißensee, im Auftrag verschiedener Wohnungsbaugesellschaften[22]
- 1927–1932: Haus des Deutschen Verkehrsbunds in Berlin-Mitte, Michaelkirchplatz 1–2 / Engeldamm 70, von Franz Hoffmann, den Brüdern Taut und dem Bildhauer Rudolf Belling, erhalten und neu genutzt[18]
- 1928–1930:  Wohnsiedlung Attilahöhe in Berlin-Tempelhof (ebenfalls für die BBWG) durch Franz Hoffmann, Bruno Taut, Paul Zimmereimer und Otto Rudolf Salvisberg; mit einem Gemeinschaftshaus und einer Wäscherei, im Dreieck Tankredstraße 1–15 / Alboinstraße / Attilastraße 10–17. 1937 durch eine „Blockschließung“ in der Paul-Schmidt-Straße noch einmal baulich erweitert. Die Häuser Tankredstraße 1–9 wurden am Ende des Zweiten Weltkriegs stark beschädigt und (noch) unter Franz Hoffmanns Leitung 1951 wieder aufgebaut.[18][38][39]
- 1929–1930: Verwaltungszentrale für die Reichsknappschaft in der Rüdesheimer Straße 54–56 in Berlin-Wilmersdorf; mit Max Taut[40][41]
- 1927–1928 und 1929–1930: Wohnanlagen in Berlin-Prenzlauer Berg, im Straßenraum Hosemannstraße / Greifswalder Straße / Naugarder Straße / Grellstraße und Rietzestraße, die später Wohnstadt Carl Legien im Auftrag der GEHAG WIP und BauBeCon; mit Bruno Taut[42][18]
- 1929–1930: Häuserzeilen Waldowstraße 1–32 / Humboldtstraße 30–31 in Berlin-Reinickendorf, mit Max Taut[43]
- 1929–1930: Großbäckereikomplex für die Konsumgenossenschaft Berlin in Berlin-Spandau an der heutigen Carl-Schurz-Straße, bestehend aus Fabrikations-, Lager- und Versandgebäuden sowie einem Wohnhaus für Angestellte[44]
- 1929–1931: Gewerkschaftshaus in Frankfurt am Main, Wilhelm-Leuschner-Straße, Stahl-Skelettbau im Stil des Neuen Bauens[45][46] und Bauwerk des Neuen Frankfurt.
- 1930–1931: Wohnhaus in Berlin-Frohnau, Benediktinerstraße 32, mit Max Taut[47]

### 1931 bis 1945
- 1931–1933: Warenhaus für die Konsumgenossenschaft Berlin in Berlin-Kreuzberg, Oranienplatz 4–10 / Prinzessinnenstraße; mit Max Taut[48]
1935, 1955 und 2000 umgebaut[49]
- Um 1940: Umbau eines Hauses als Bankgebäude in Salzwedel, zusammen mit Max Taut[50]

### Nach 1945
- 1947: Wohn- und Geschäftshaus in Berlin-Charlottenburg, Wilmersdorfer Straße 102–103; mit Max Taut[51]